# Japon (Epcot)
Pour les articles homonymes, voir Japon (homonymie).

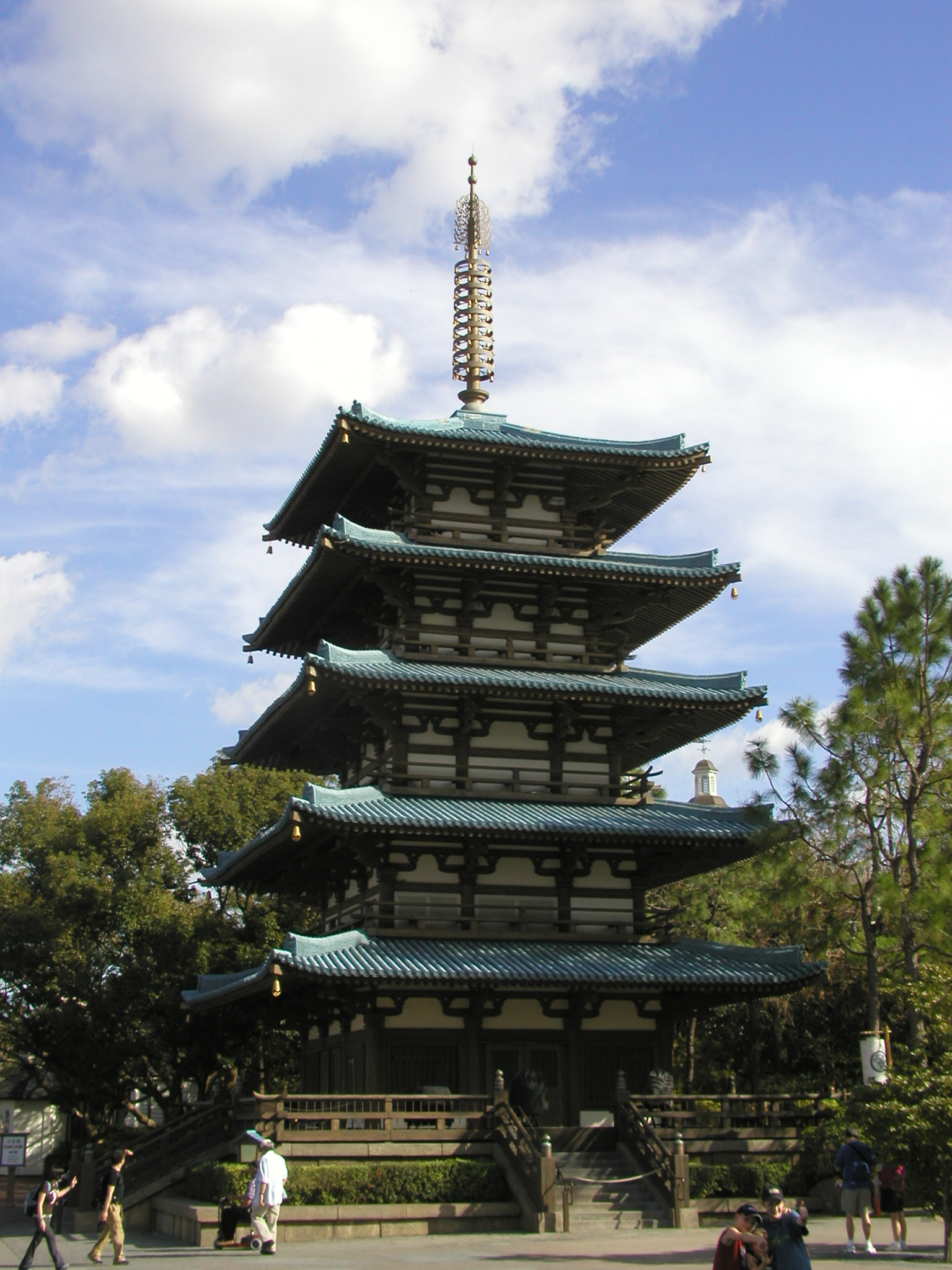
La pagode du pavillon japonais d'EPCOT.

Le pavillon du Japon fait partie du World Showcase dans le parc à thème Epcot de Walt Disney World Resort situé à Orlando dans l'État de Floride aux États-Unis.
Le pavillon du Japon est constitué de plusieurs bâtiments autour d'un jardin central. Une pagode s'élève à la gauche de l'entrée tandis qu'un torii (portail), les pieds dans le lagon, orne et annonce l'entrée du pavillon.
Le torii s'inspire de celui du sanctuaire shintô d'Itsukushima-jinja. Les pieds du torii ont été garnis de faux crustacés (des cirripèdes) afin de simuler son ancienneté.
Des bassins et jardins japonais agrémentent la cour du pavillon et permettent de renforcer le sérénité des lieux.
La pagode est basée sur celle à cinq étages du temple Hōryū-ji près de Nara, du VIIIe siècle, et fait «  écho au Campanile italien disposé symétriquement par rapport au pavillon américain, tandis que le torii fait pendant au port des gondoles. » Les premières esquisses de pagode avaient selon les consultants japonais, un style trop chinois, et ont donc été modifiées.
La Yakitori House est un exemple de maison de thé de la Villa impériale de Katsura. La forteresse à l'arrière du pavillon reprend l'architecture de celle du château de Himeji ou Shirasagi-jō (château du héron blanc à cause de sa couleur), un château du XVIIe siècle surplombant la ville d'Himeji.
À l'extrémité du jardin se trouve une porte de château japonais avec ses douves qui donne sur une salle d'exposition, la Bijutsu-kan Gallery.

Actuellement l'exposition Tin Toys présente une partie de la collection de Teruhisa Kitahara : des jouets des années 1950/1960.
Le long des jardins a été construit un important bâtiment traditionnel de deux étages contenant :

Au rez-de-chaussée, la boutique Mitsukoshi Department Store propose des articles japonais sur 930 m2 des kimonos aux cartes pokémon.

À l'étage se trouve plusieurs restaurants :
- Teppanyaki Dining Room avec cinq salles pour manger des teppanyaki
- Tempura Kiku est un bar à Tempura
- Matsu-no-ma Lounge est un restaurant plus européen avec vue sur le lagon

Face à ce bâtiment, une réplique du Shoken-tei (Pavillon d'Or) du jardin impérial de Kyōto accueille le Yakitori House un café servant du bœuf du poulet et des nouilles.
L'attraction Meet the World présente à Tokyo Disneyland jusqu'en juin 2002 devait être incluse dans le pavillon mais ne fut jamais ouverte. C'est la salle d'attente pour le spectacle qui est utilisé par la galerie Bijutsu-kan.